# Gare de Carrick-on-Suir
La gare de Carrick-on-Suir (en anglais : Carrick-on-Suir railway station) est la gare ferroviaire de Carrick-on-Suir dans le comté de Tipperary en Irlande.

## Histoire
La station est mise en service le 15 avril 1853.